# Castell de Sant Esteve de Pomers
El Castell de Sant Esteve de Pomers, o de Villerac, és una antiga fortificació medieval quasi del tot desapareguda de la comuna de Clarà i Villerac, a la comarca del Conflent (Catalunya del Nord).
Era situat al costat de llevant de la capella castral de Sant Esteve de Pomers. En queden poques restes, en el punt més elevat del turó on es troba l'església de Sant Esteve.
El terme d'aquest castell es corresponia perfectament amb l'antic terme de Villerac, quan era comuna independent. Està documentat des del 865, quan el comte Salomó d'Urgell i Cerdanya hi celebrà un judici sobre possessions reclamades en el terme de Prada pel monestir de Santa Maria de la Grassa. Fou possessió feudal infeudada als vescomtes de Fenollet, els quals encara el tenien en temps d'Alfons I, quan apareix documentat com a castrum Sancti Stephani de Bellerach. Al llarg de l'edat moderna la senyoria del castell i del terme de Villerac canvià sovint de mans, de vegades com a llegat hereditari: dels Fenollet als Enveig, després als Oms, vers el 1580, i després encara als Llupià. A ran del Tractat dels Pirineus passà als Caramany, posteriorment als Boisembert, i finalment als Vilar, que n'eren els possessors en el moment de la fi de l'Antic Règim.
A llevant de l'església hi ha les restes del basament d'una torre quadrada, i, molt més esmicolades, repartides pel turó les restes d'altres murs. Tanmateix, l'estat actual de les restes a penes permeten de reconèixer-ne les característiques.